# 麹町大通り
麹町大通り（こうじまちおおどおり）は東京都千代田区にある通りの俗称である。

## 概要
麹町大通りは国道20号内の東京都千代田区半蔵門交差点から四ツ谷見附交差点までを指し、新宿通りのうちの東側の一部の俗称。沿道に麹町大通りビル等がある。

## 歴史
江戸の始めから商店街として栄え、「麹町に行けば何でも間に合う」と言われた。現在ではビジネス街になっている。